# Кремиковски манастир
Кремиковският манастир „Свети Георги Победоносец“ е български православен манастир над София, част от Софийската епархия на Българската православна църква.

## Местонахождение
Разположен е на южните склонове на Стара планина, на 4 km северно от квартал Кремиковци в София, в местността Градището, където личат останките от крепост.

## История
Вероятно манастирът е построен по време на Второто българско царство, може би при управлението на цар Иван Александър, но е разрушен по време на османското завоевание. В 1493 година софийският първенец войводата Радивой го възобновява със собствени средства, в памет на двете си починали деца Теодор и Драгана. От това време датира старата църква в двора на манастира. През 1503 година покривът на преддверието на манастира е разрушен от земетресение. От ктиторски надпис става ясно, че старата църква е обновявана през 1611 година. По вид и архитектура тя представлява еднокорабна църква с притвор и полукръгла олтарна апсида.
Стенописите в стария католикон „Свети Георги“ се отличават с монументалност и въздейственост. Разлики в стила и похватите показват, че стенописите в преддверието и тези в самата църква са правени от различни зографи и по различно време.
Сред стенописите в преддверието от 1493 година се отличават изображенията на ктитора Радивой и семейството му в момента в който поднасят църквата в дар на софийския митрополит Калевит и патрона Свети Георги Победоносец. Тези стенописи са дело на ателие, принадлежащо на Костурската художествена школа, изписало също и църквата „Света Богородица Кубелидики“ в Костур.
Северната, южната и западната стена на притвора са изографисани през XVII век. Сред фреските изпъкват образите на архангел Михаил, Свети Свети Константин и Елена, светците-воини Прокопий, Теодор Стратилат и Теодор Тирон, както и моменти от живота на Богородица и на Свети Георги.
Манастирът е бил просветен и духовен център, като един от запазените там ръкописи е Кремиковското евангелие от 1497 г., писано по заръка на Калевит. Запазен е триптих с поменик от XVI век, както и дървен иконостас от XVII – XVIII век.
В 1876 година манастирът спасява и крие Ботевия четник Димитър Стефанов – Казака.
По време на съветската окупация старата църква е ползвана за конюшня на Съветската армия. 
През петдесетте години на XX век в помещенията на манастира са настанени военни, които остават там в продължение на осемнадесет години. Нанесени са сериозни щети на уникалните стенописи на средновековната църква „Свети Георги“.
В продължение на 30 години стенописите в старата църква на Кремиковския манастир са обект на реставрация от специалисти на Националния институт за паметници на културата. Ремонтирана и оздравена е и самата сграда.
Иконостасът на новата църква „Покров Богородичен“, построена в 1906 година при игумения Аглаида (1844, Пехчево, Македония -1915, Кремиковци), е дело на дебърски майстори от рода Филипови.
През 2010 година е осветен параклис в чест на Свети Антоний от Знеполски епископ Йоан, викарий на Софийския митрополит. Свети Антоний е избран за покровител на параклиса, поради неговата роля като основоположник на православното монашество.
От началото на 2020 година в манастира започва изпълнението на мащабен проект за изграждане на няколко обекта, включително ново северно крило и музей. Проектът е на стойност 10 милиона лева и е финансиран със средства от фондовете на Европейския съюз. Предвиждат се различни дейности, сред които консервация и реставрация на стенописите на средновековна църква „Свети Георги”; изграждане на Северно манастирско крило, в което ще бъдат обособени интерактивни музей и информационен център, посветени на Софийската Света гора; изграждане на магерница, параклис и камбанария към новото Северно крило; изграждане на манастирски работилници. Проектът трябва да завърши през лятото на 2024 година.

## Манастирско стопанство
През 30-те години на XX век манастирът притежава огромно стопанство – над 60 работници се грижат за 700 крави, 1500 овце и 700 пчелни кошера. Половината земя на днешния комбинат „Кремиковци“ е собственост на манастира.
Днес стопанството на манастира е частично възстановено. Оглеждат се овце, кози, крави, пчели, както и се събират билки от съседните поляни. Манастирът произвежда биопродукти, които са ръчно направени в манастира. От 2018 година манастирът продава своята продукция освен на място в обителта и през собствен онлайн магазин.

## Галерия
- Снимки от Кремиковския манастир
- Преддверието на старата църква (1493)
- Паметна плоча до входа на старата църква
- Стенописите в старата църква
- Стенописи
- Тайната вечеря
- Кръщение Господне
- Михаил (архангел)
- Семейството на болярина Радивой – ктитор на Църквата Св. Георги на Кремиковския манастир
- Поклонението на влъхвите